# فرودگاه سان خوزه
فرودگاه سان خوزه (به انگلیسی: San José Airport) یک فرودگاه نظامی و همگانی است که یک باند فرود آسفالت دارد و طول باند آن ۲۰۱۰ متر است. این فرودگاه در کشور گواتمالا قرار دارد .